# Herménégilde Boulay
Pour les articles homonymes, voir Boulay.
 (février 2013).
Si vous disposez d'ouvrages ou d'articles de référence ou si vous connaissez des sites web de qualité traitant du thème abordé ici, merci de compléter l'article en donnant les références utiles à sa vérifiabilité et en les liant à la section « Notes et références ».
Herménégilde Boulay (20 mars 1861-18 mai 1942) est un agriculteur, marchand, négociant et homme politique municipal et fédéral du Québec.

## Biographie
Né à Saint-Donat dans le Canada-Est, il entame sa carrière politique en tentant sans succès de devenir député du Parti conservateur dans la circonscription fédérale de Rimouski. Élu dans Rimouski en 1911, il est défait en 1917 dans la nouvelle circonscription de Matane par le libéral François-Jean Pelletier. À nouveau battu dans Matane en 1921, il le fut à nouveau dans Rimouski en 1930 par Eugène Fiset. Il est également maire de Sayabec dans le Bas-Saint-Laurent de 1896 à 1897.
Il est mort en 1942 à l'âge de 81 ans.